# D'Angelo Russell
D'Angelo Danté Russell (Louisville, 23 de fevereiro de 1996), é um jogador norte-americano de basquete profissional que atualmente joga pelo Dallas Mavericks da National Basketball Association (NBA).
Ele jogou basquete universitário na Universidade Estadual de Ohio antes de ser selecionado pelo Los Angeles Lakers como a segunda escolha geral no draft da NBA de 2015. Ele também jogou pelo Brooklyn Nets, pelo Golden State Warriors e pelo Minnesota Timberwolves. Em junho de 2025, após se tornar agente livre, D'Angelo Russell assinou contrato com o Dallas Mavericks. O acordo foi fechado por dois anos, no valor total de 12 milhões de dólares (cerca de US$ 6 milhões por temporada), utilizando a exceção salarial "taxpayer midlevel".

## Carreira no ensino médio

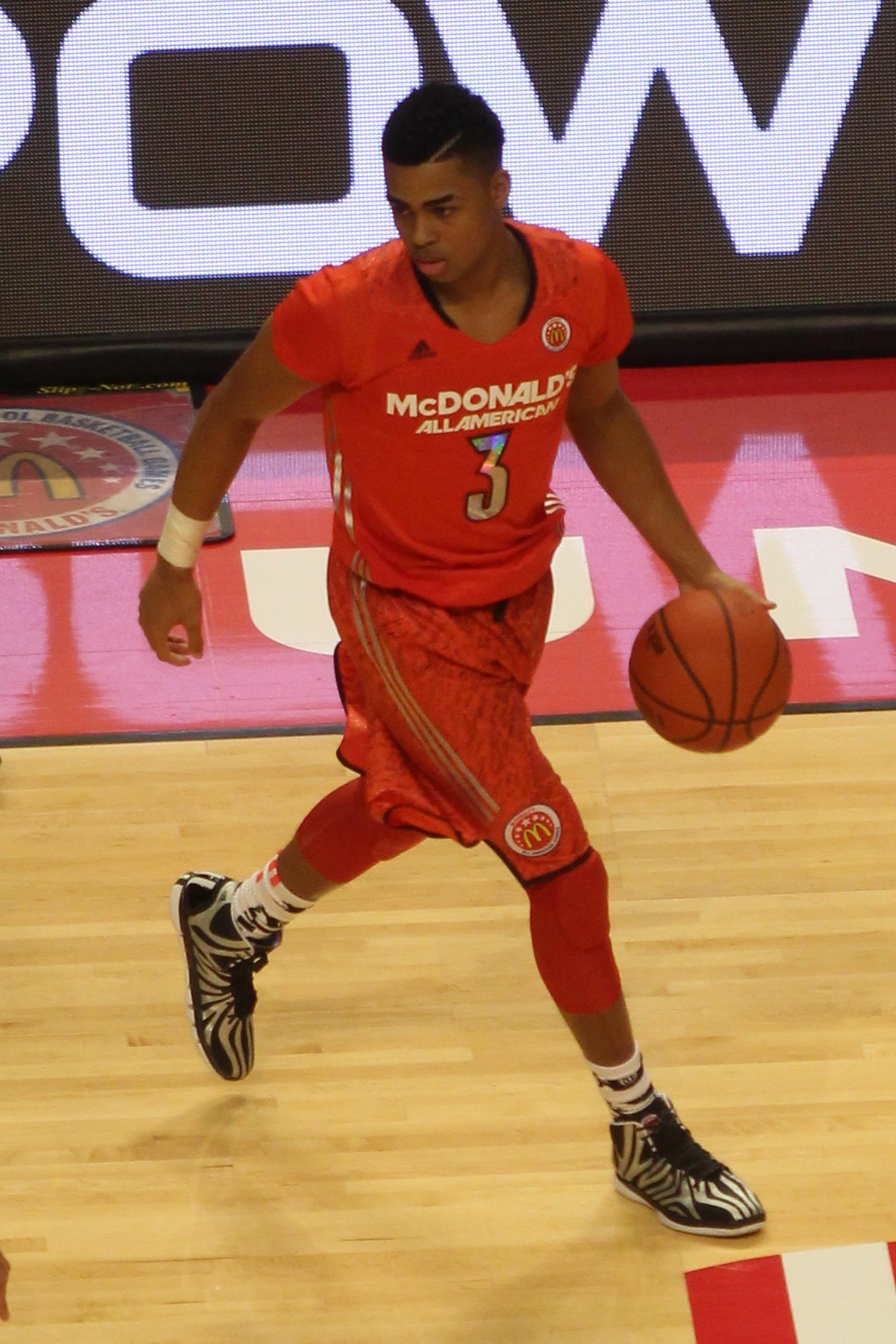
Russell durante o McDonald's All-American Game de 2014

Russell frequentou a Central High School em Louisville, Kentucky na temporada de 2010-11, antes de se transferir para a Montverde Academy em Montverde, Flórida. 
Em 2014, ele ajudou Montverde a ganhar o bi-campeonato da High School National Tournament, jogando ao lado de Ben Simmons. Mais tarde, ele jogou no McDonald's All-American Game e no Jordan Brand Classic.
Em 7 de junho de 2013, Russell se comprometeu com a Universidade Estadual de Ohio, rejeitando as ofertas de Louisville, Michigan e Carolina do Norte. Russell foi avaliado pela Rivals.com como um recruta de cinco estrelas.

## Carreira universitária
Russell jogou uma temporada de basquete universitário na Universidade Estadual de Ohio. Em 9 de janeiro de 2015, ele registrou 14 rebotes em uma vitória sobre Maryland. Em 21 de janeiro, ele marcou 33 pontos em uma vitória sobre Northwestern. 
Em 8 de fevereiro, em uma vitória por 79-60 sobre Rutgers, Russell registrou um triplo duplo de 23 pontos, 11 rebotes e 11 assistências. Este foi o primeiro triplo-duplo registrado por um calouro de Ohio State.
Durante o Torneio da NCAA, Russell marcou 28 pontos em uma vitória por 75-72 sobre VCU. No entanto, a temporada terminou na rodada seguinte com uma derrota por 73-58 para Arizona. Russell ganhou o Oscar Robertson Trophy, o Wayman Tisdale Award e o Jerry West Award. Ele foi nomeado pra Primeira-Equipe All-American e pra Primeira-Equipe da Big Ten e ganhou o Prêmio de Calouro do Ano da Big Ten.
Em 35 jogos por Ohio State, Russell teve médias de 19,3 pontos, 5,7 rebotes, 5,0 assistências e 1,6 roubos de bola em 33,9 minutos.
Em 22 de abril de 2015, Russell se declarou para o draft da NBA de 2015, renunciando aos seus últimos três anos de elegibilidade universitária. Ele foi elogiado por muitos olheiros e repórteres e foi projetado como uma das principais perspectivas no draft.

## Carreira profissional

### Los Angeles Lakers (2015–2017)

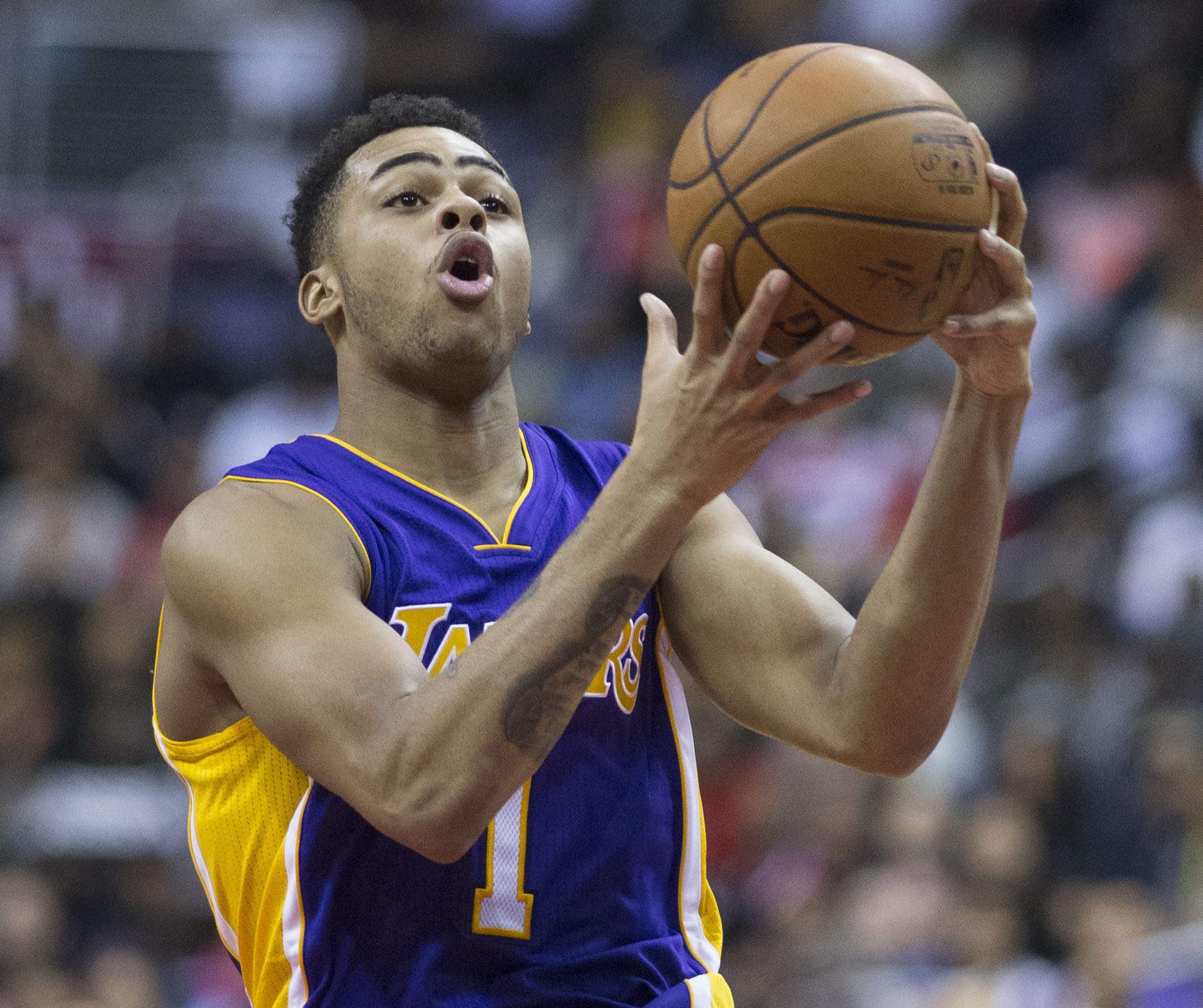
Russell com o Lakers em dezembro de 2015

Em 25 de junho de 2015, Russell foi selecionado pelo Los Angeles Lakers como a segunda escolha geral no draft da NBA de 2015. Em sua estreia pelo Lakers em 28 de outubro de 2015, Russell registrou quatro pontos, três rebotes e duas assistências em apenas 26 minutos em uma derrota por 112-111 para o Minnesota Timberwolves.
Em 4 de dezembro, ele registrou seu primeiro duplo-duplo com 16 pontos e 10 rebotes em uma derrota por 112-111 para o Atlanta Hawks. Em 7 de janeiro de 2016, ele marcou 27 pontos na derrota por 118-115 para o Sacramento Kings.
Russell participou do Rising Stars Challenge de 2016, onde registrou 22 pontos e sete assistências na vitória do Team USA sobre o Team World.
No dia 1 de março, ele fez 39 pontos em uma vitória por 107-101 sobre o Brooklyn Nets. Seus 39 pontos foram a maior marca entre os novatos na temporada e a maior marca de um novato dos Lakers desde Elgin Baylor que fez 55 pontos em março de 1959.
Ele terminou a temporada de 2015-16 liderando os Lakers e todos os novatos em média de roubadas de bola e se tornou o jogador mais jovem a acertar 130 cestas de 3 em uma temporada. Posteriormente, ele foi selecionado para a Segunda-Equipe NBA All-Rookie.
Na abertura da temporada de 2016-17, Russell marcou 20 pontos em uma vitória por 120-114 sobre o Houston Rockets. Em 15 de novembro, ele marcou 32 pontos em uma vitória por 125-118 sobre os Nets. Entre novembro e janeiro, ele sofreu com lesões no joelho e na panturrilha. Em 31 de janeiro, ele teve seu segundo duplo-duplo com 22 pontos e 10 assistências na vitória por 120-116 sobre o Denver Nuggets. Em 19 de março, ele marcou 40 pontos em uma derrota por 125-120 para o Cleveland Cavaliers.

### Brooklyn Nets (2017–2019)

#### Temporada de 2017–18

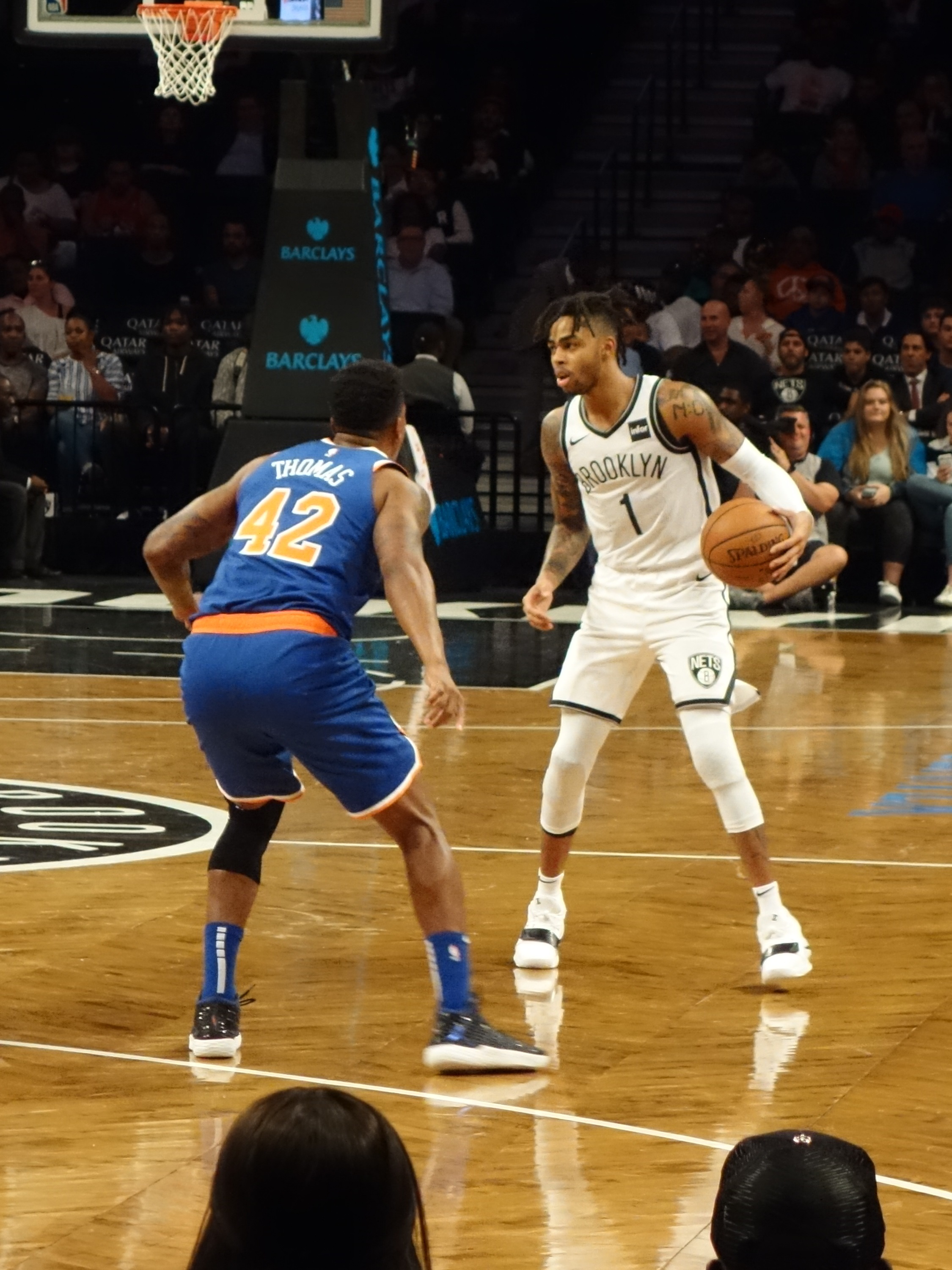
Russell com os Nets em outubro de 2018

Em 22 de junho de 2017, Russell foi negociado, juntamente com Timofey Mozgov, para o Brooklyn Nets em troca de Brook Lopez e Kyle Kuzma, a 27ª escolha no draft de 2017.
Em sua estreia pelos Nets, Russell registrou 30 pontos e cinco assistências na derrota por 140-131 para o Indiana Pacers. Em 31 de outubro, ele marcou 33 pontos na derrota por 122-114 para o Phoenix Suns. Em 17 de novembro, ele passou por uma cirurgia artroscópica no joelho esquerdo e foi descartado indefinidamente.
Ele retornou à ação contra o Miami Heat em 19 de janeiro, jogando 14 minutos depois de perder 32 jogos. Em 31 de janeiro, em seu melhor desempenho desde a cirurgia no joelho, Russell marcou 22 pontos em uma vitória por 116-108 sobre o Philadelphia 76ers.
Em 14 de fevereiro, ele registrou 18 pontos e nove assistências vindo do banco em uma derrota por 108-103 para o Indiana Pacers, tornando-se o primeiro jogador dos Nets a atingir +15 pontos e +5 assistências vindo do banco em três jogos seguidos desde Orlando Woolridge na temporada de 1986–87.
Em 22 de fevereiro, ele foi titular pela primeira vez desde 11 de novembro e marcou 19 pontos em uma derrota por 111-96 para o Charlotte Hornets. Em 27 de fevereiro, ele teve 25 pontos em uma derrota por 129-123 para o Cleveland Cavaliers. Em 13 de março, ele marcou 32 pontos na derrota por 116-102 para o Toronto Raptors. Os 24 pontos de Russell no primeiro quarto desse jogo foram a maior marca de um jogador dos Nets desde os 24 pontos de Vince Carter em 4 de abril de 2005.
Em 23 de março, ele registrou seu primeiro triplo-duplo com 18 pontos, 13 assistências e 11 rebotes em uma derrota por 116-112 para os Raptors. O triplo-duplo de Russell foi o primeiro dos Nets desde Terrence Williams em 9 de abril de 2010.

#### Temporada de 2018-19
Em 12 de novembro de 2018, Russell marcou 31 pontos em uma derrota por 120-113 para o Minnesota Timberwolves. Em 25 de novembro, ele registrou 38 pontos, oito assistências e oito rebotes na derrota por 127-125 para os 76ers. Em 18 de dezembro, ele teve 22 pontos e 13 assistências em uma vitória por 115-110 sobre o Los Angeles Lakers. Em 2 de janeiro, Russell registrou 22 pontos e 13 assistências na vitória por 126-121 sobre o New Orleans Pelicans.
Em 14 de janeiro, ele marcou 34 pontos na vitória por 109-102 sobre o Boston Celtics. Em 18 de janeiro, ele teve 40 pontos em uma vitória por 117-115 sobre o Orlando Magic. Posteriormente, Russell foi nomeado o Jogador da Semana da Conferência Leste. Em 1 de fevereiro de 2019, ele recebeu sua primeira seleção para o All-Star Game como substituto do lesionado Victor Oladipo.
Em 11 de fevereiro, ele registrou 28 pontos e 14 assistências em uma derrota por 127-125 para os Raptors. Em 13 de fevereiro, ele marcou 36 pontos na vitória na terceira prorrogação por 148-139 sobre os Cavaliers. Em 23 de fevereiro, ele fez 40 pontos em uma vitória por 117-115 sobre os Hornets.
Em 19 de março, Russell marcou 44 pontos na vitória por 123-121 sobre o Sacramento Kings. Em 25 de março, ele registrou 39 pontos, nove rebotes e oito assistências em uma derrota por 148-144 para o Portland Trail Blazers.
Russell ajudou os Nets a terminar a temporada regular como a sexta melhor campanha da Conferência Leste com um recorde de 42-40. No primeiro jogo da série de playoffs contra o Philadelphia 76ers, Russell marcou 26 pontos e levou Brooklyn a uma vitória por 111-102.

### Golden State Warriors (2019–2020)
Ao fim da temporada de 2018–19, Russel foi trocado, junto com Shabazz Napier e Treveon Graham, para o Golden State Warriors em troca de Kevin Durant e uma escolha de primeira rodada do draft de 2020.
Em 8 de novembro, Russel marcou 52 pontos em uma derrota por 125-119 na prorrogação para o Minnesota Timberwolves. Durante sua única temporada no Golden State, Russell teve média de 23,6 pontos.

### Minnesota Timberwolves (2020–2023)
Em 6 de fevereiro de 2020, Russell foi negociado, junto com Jacob Evans e Omari Spellman, para o Minnesota Timberwolves em troca de Andrew Wiggins, uma futura escolha de primeira rodada e de segunda rodada em 2021.
Quatro dias depois, ele estreou pelo Minnesota registrando 22 pontos e cinco assistências na derrota por 137-126 para o Toronto Raptors. Em 23 de fevereiro, ele ficou de fora do primeiro jogo seguido contra o Denver Nuggets para descansar o joelho dolorido. Como o jogo foi transmitido nacionalmente pela NBA TV, os Timberwolves violaram a política da NBA contra o descanso de jogadores saudáveis e foram multados em US $ 25.000, tornando-se o primeiro time a ser multado desde que a política foi instituída em 2017.
Em 24 de fevereiro de 2022, Russell liderou os Timberwolves a uma vitória por 119-114 sobre o Memphis Grizzlies registrando 37 pontos e 9 assistências. No Play-In em 12 de abril de 2022, Russell marcou 29 pontos para levá-los a uma vitória sobre o Los Angeles Clippers depois que Karl-Anthony Towns foi expulso por faltas faltando 7 minutos para o final.
No dia 13 de novembro de 2022, Russell marcou um recorde de temporada com 30 pontos e 12 assistências em uma vitória por 129-124 sobre o Cleveland Cavaliers.

### Retorno aos Lakers (2023–2024)
Em 9 de fevereiro de 2023, Russell foi negociado de volta para o Los Angeles Lakers em uma troca envolvendo três times com o Utah Jazz, enviando Mike Conley Jr. e Nickeil Alexander-Walker para Minnesota. Em 11 de fevereiro, Russell fez seu retorno aos Lakers, registrando 15 pontos, cinco rebotes e seis assistências em uma vitória por 109-103 sobre sua antiga equipe e os campeões reinantes, o Golden State Warriors. Em 28 de abril, Russell registrou um recorde de playoffs na carreira com 31 pontos em uma vitória por 125-85 no Jogo 6 contra o Memphis Grizzlies na primeira rodada da Conferência Oeste dos playoffs de 2023.
Em 7 de julho de 2023, Russell assinou novamente com os Lakers em um contrato de 2 anos e US$36 milhões. Em 29 de novembro de 2023, Russell teve 35 pontos e 9 assistências em uma vitória contra o Detroit Pistons. Em 9 de dezembro de 2023, Russell e os Lakers venceram a primeira Copa da NBA. Em 13 de janeiro de 2024, Russell marcou um recorde de temporada de 39 pontos e distribuiu 8 assistências em uma derrota por 132-125 contra o Utah Jazz.
Em 29 de janeiro de 2024, Russell foi multado em US$15.000 por chutar a bola do jogo para as arquibancadas. O incidente ocorreu após a conclusão da vitória dos Lakers por 145-144 na prorrogação dupla contra os Warriors no Chase Center. Em 8 de março, Russell marcou um recorde da temporada de 44 pontos, além de 6 rebotes e 9 assistências, além de acertar a cesta que deu a vitória em uma vitória por 123-122 contra o Milwaukee Bucks. Em 22 de março, em um jogo contra o Philadelphia 76ers, Russell quebrou um empate com Nick Van Exel pelo maior número de cestas de três pontos feitas em uma única temporada por um jogador na história da franquia com 184.

### Retorno ao Brooklyn (2024–Presente)
Em 29 de dezembro de 2024, Russell foi negociado de volta para o Brooklyn Nets, junto com Maxwell Lewis e três escolhas de draft da segunda rodada, em troca de Dorian Finney-Smith e Shake Milton.

## Estatísticas da carreira

### NBA

#### Temporada regular
| Ano      | Equipe      | PJ  | PT  | MPJ  | AP   | 3P   | LL   | RT  | AS  | BR  | TO  | PPJ  |
| -------- | ----------- | --- | --- | ---- | ---- | ---- | ---- | --- | --- | --- | --- | ---- |
| 2015–16  | L.A. Lakers | 80  | 48  | 28.2 | .410 | .351 | .737 | 3.4 | 3.3 | 1.2 | .2  | 13.2 |
| 2016–17  | L.A. Lakers | 63  | 60  | 28.7 | .405 | .352 | .782 | 3.5 | 4.8 | 1.4 | .3  | 15.6 |
| 2017–18  | Brooklyn    | 48  | 35  | 25.7 | .414 | .324 | .740 | 3.9 | 5.2 | .8  | .4  | 15.5 |
| 2018–19  | Brooklyn    | 81  | 81  | 30.2 | .434 | .369 | .780 | 3.9 | 7.0 | 1.2 | .2  | 21.1 |
| 2019–20  | Warriors    | 33  | 33  | 32.1 | .430 | .374 | .785 | 3.7 | 6.2 | .9  | .3  | 23.6 |
| 2019–20  | Minnesota   | 12  | 12  | 32.7 | .412 | .345 | .873 | 4.6 | 6.6 | 1.4 | .3  | 21.7 |
| 2020-21  | Minnesota   | 42  | 26  | 28.5 | .431 | .387 | .765 | 2.6 | 5.8 | 1.1 | .4  | 19.0 |
| 2021–22  | Minnesota   | 65  | 65  | 32.0 | .411 | .340 | .825 | 3.3 | 7.1 | 1.0 | .3  | 18.1 |
| 2022–23  | Minnesota   | 54  | 54  | 32.9 | .465 | .391 | .856 | 3.1 | 6.2 | 1.1 | .4  | 17.9 |
| 2022–23  | L.A. Lakers | 17  | 17  | 30.9 | .484 | .414 | .735 | 2.9 | 6.1 | .6  | .5  | 17.4 |
| 2023-24  | L.A. Lakers | 76  | 69  | 32.7 | .456 | .415 | .828 | 3.1 | 6.3 | .9  | .5  | 18.0 |
| 2024–25  | L.A. Lakers | 29  | 10  | 26.3 | .415 | .333 | .849 | 2.8 | 4.7 | .8  | .1  | 12.4 |
| 2024–25  | Brooklyn    | 29  | 26  | 24.7 | .367 | .297 | .826 | 2.8 | 5.6 | 1.1 | .7  | 12.9 |
| Carreira | Carreira    | 629 | 536 | 29.6 | .425 | .360 | .798 | 3.3 | 5.7 | 1.0 | .3  | 17.4 |
| All-Star | All-Star    | 1   | 0   | 12.0 | .400 | .400 | .000 | 1.0 | 3.0 | 0.0 | 0.0 | 6.0  |

#### Play-in
| Ano      | Equipe      | PJ | PT | MPJ  | AP   | 3P   | LL    | RT  | AS  | BR  | TO  | PPJ  |
| -------- | ----------- | -- | -- | ---- | ---- | ---- | ----- | --- | --- | --- | --- | ---- |
| 2022     | Minnesota   | 1  | 1  | 37.5 | .556 | .600 | .750  | 5.0 | 6.0 | 3.0 | .0  | 29.0 |
| 2023     | L.A. Lakers | 1  | 1  | 23.9 | .111 | .000 | —     | 3.0 | 8.0 | 1.0 | 1.0 | 2.0  |
| 2024     | L.A. Lakers | 1  | 1  | 36.5 | .500 | .455 | 1.000 | .0  | 6.0 | 1.0 | 1.0 | 21.0 |
| Carreira | Carreira    | 3  | 3  | 33.2 | .439 | .400 | .800  | 2.7 | 6.7 | 1.7 | .7  | 17.3 |

#### Playoffs
| Ano      | Equipe      | PJ | PT | MPJ  | AP   | 3P   | LL   | RT  | AS  | BR  | TO | PPJ  |
| -------- | ----------- | -- | -- | ---- | ---- | ---- | ---- | --- | --- | --- | -- | ---- |
| 2019     | Brooklyn    | 5  | 5  | 29.6 | .359 | .324 | .846 | 3.6 | 3.6 | 1.4 | .2 | 19.4 |
| 2022     | Minnesota   | 6  | 6  | 32.7 | .333 | .387 | .750 | 2.5 | 6.5 | 1.5 | .0 | 12.0 |
| 2023     | L.A. Lakers | 16 | 15 | 29.6 | .426 | .310 | .769 | 2.9 | 4.6 | .7  | .3 | 13.3 |
| 2024     | L.A. Lakers | 5  | 5  | 36.9 | .384 | .318 | .500 | 2.8 | 4.2 | .8  | .2 | 14.2 |
| Carreira | Carreira    | 32 | 31 | 31.3 | .388 | .327 | .772 | 2.9 | 4.8 | 1.0 | .2 | 14.2 |

### Universitário
| Ano     | Equipe     | PJ | PT | MPJ  | AP   | 3P   | LL   | RT  | AS  | BR  | TO | PPJ  |
| ------- | ---------- | -- | -- | ---- | ---- | ---- | ---- | --- | --- | --- | -- | ---- |
| 2014–15 | Ohio State | 35 | 35 | 33.9 | .449 | .411 | .756 | 5.7 | 5.0 | 1.6 | .3 | 19.3 |

Fonte:

## Prêmios e Homenagens
NBA
- Campeão da Copa NBA: 2023
- NBA All-Star: 2019
- NBA All-Rookie Team:  
  - Segundo time: 2016